# Juan van der Hamen

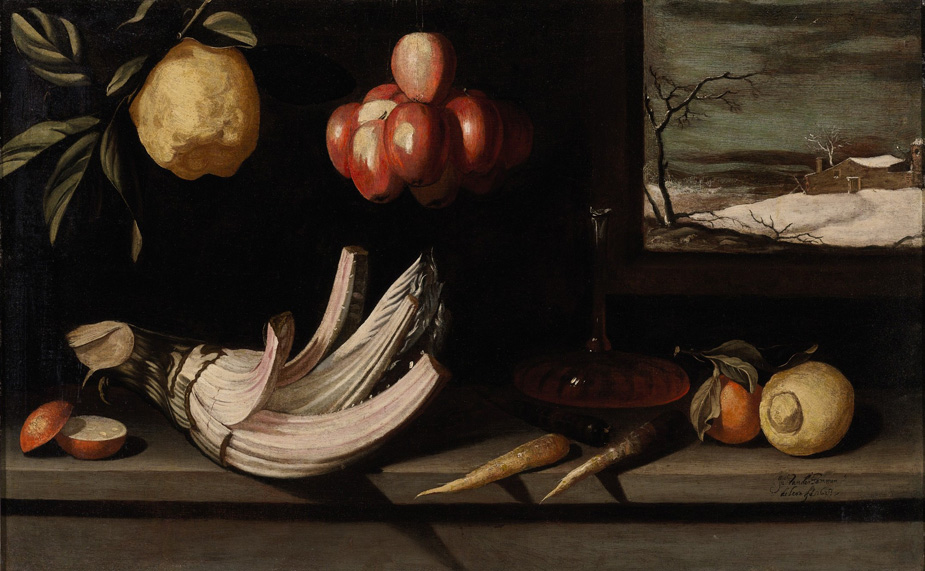
Bodegón con cardo, hortalizas y paisaje nevado, 1623, óleo sobre lienzo (67 x 104 cm), antes en la colección del Marqués de Casa Torres, Madrid. De técnica abocetada, tiene su pareja en el Cuenco chino con melocotones y uvas, paisaje de verano, de la condesa de Ampudia.

Juan van der Hamen y León (Madrid, 8 de abril de 1596 (bautismo)-Madrid, 28 de marzo de 1631), pintor barroco español del llamado Siglo de Oro, fue reconocido especialmente por sus bodegones y floreros, si bien practicó también la pintura religiosa, el paisaje y el retrato. Pintor versátil, influido tanto por Juan Sánchez Cotán como por el flamenco Frans Snyders en la concepción de sus primeros bodegones, y bien relacionado con los ambientes cultos de Madrid, adoptó tempranamente el naturalismo que llegaba de Italia.

## Biografía
Juan van der Hamen y León nació en Madrid en el seno de una familia perteneciente a la aristocracia neerlandesa, originaria de Utrecht, y culta. Su padre, Jehan van der Hamen, nacido en Bruselas y fiel católico, se había establecido en España antes de 1586 e ingresado en la Guardia de los Archeros Reales, guardia personal del rey de origen borgoñón para la que era requisito la hidalguía. Su madre, Dorotea Whitman Gómez de León, descendía a su vez de un archero flamenco y de una toledana de origen hidalgo. Sus hermanos mayores, Pedro y el doctor Lorenzo van der Hamen, canónigo en Granada, fueron escritores de obras históricas y teológicas, y quizá él mismo practicase la poesía. Bien relacionado en los ambientes cultos de Madrid, mantuvo trato de amistad con escritores como Lope de Vega, Luis de Góngora o el dramaturgo y editor Juan Pérez de Montalbán, que le dedicaron sendos elogios poéticos. Al igual que antes su padre y su abuelo, en enero de 1623 ingresó en la guardia de archeros flamencos, encargada de forma más o menos honorífica de proteger al rey desde tiempos de Carlos V.
Nada se sabe de su formación como pintor. Antonio Palomino asegura que su padre, fallecido en 1612, también lo era, de lo que no existen pruebas, y que con él aprendió el arte. La orientación italianizante de su pintura, con arreglo a la tendencia dominante en Madrid en sus años de formación, podría relacionarlo con alguno de los pintores de la corte como Vicente Carducho y aún con Felipe Diricksen, de poca mayor edad y también archero real, cuya escasa obra conocida guarda ciertas concomitancias con la de Van der Hamen. Cuando en 1615, con la oposición de su familia que aspiraba a un matrimonio con persona de mayor rango, casó con Eugenia de Herrera, de una familia de artistas relacionada con Antonio de Herrera, su formación como pintor debía de haberse completado. Y por su declaración ante el vicario al solicitar dispensas para acelerar el matrimonio, consta que su aprendizaje había tenido lugar en Madrid, pues declaraba que nunca había salido de la ciudad, aunque pudo hacerlo inmediatamente después de contraer matrimonio por un plazo de algunos meses.
La primera obra de que se tiene noticia es de 1619 y fue pintada para el Palacio del Pardo: un bodegón, «lienço de frutas y caça», encargado por Juan Gómez de Mora para completar los cinco que se habían adquirido en la almoneda del arzobispo de Toledo Bernardo de Sandoval y Rojas, con destino a las sobrepuertas de la Galería del Mediodía. La relación con Gómez de Mora, de quien hizo un retrato de cuerpo entero, fue duradera. También hubo de ser estrecha la relación con Jean de Croÿ, conde de Solre, personaje influyente en la corte como caballero de la Orden del Toisón de Oro y capitán de la guardia de archeros. Aficionado a la botánica y coleccionista de pintura, Van der Hamen pintó para él al menos un par de bodegones, además de hacerle un retrato fechado en 1626. Ese mismo año tuvo la oportunidad de retratar al cardenal Francesco Barberini, sobrino de Urbano VIII, por mediación de Cassiano dal Pozzo, que durante su estancia en Madrid había llegado a admirar los bodegones de Van der Hamen. Pese a todo, no logró obtener la plaza de pintor del rey que solicitó junto con otros once pintores en 1627, a la muerte de Bartolomé González. Dos años más tarde, no obstante, todavía se le encargaron tres cuadros de frutas y flores sostenidas por muchachos desnudos para decorar el cuarto bajo de verano del rey en el viejo Alcázar de Madrid.
Por una orden de pago fechada en diciembre de 1630 consta que trabajó al servicio del cardenal-infante don Fernando como «pintor de su Real casa», aunque ni el número de pinturas que realizó para él ni su naturaleza ha podido ser determinado con seguridad. Murió en Madrid aún joven (35 años) el 28 de marzo de 1631, dejando un elevado número de obras, muchas de ellas sin duda salidas del taller que tenía establecido en la calle de Fuentes, lo que podría explicar las diferencias de calidad que se advierten en sus obras, incluso entre las por él firmadas. El elevado número de sus composiciones y las abundantes copias ejercieron, especialmente en el género del bodegón, una influencia profunda en artistas posteriores y no sólo entre los que pueden considerarse discípulos directos, como lo es el único de sus aprendices documentado, Antonio Ponce, quien ingresó en su taller con diecisiete años, en 1624, y casó al completar sus estudios con una sobrina del maestro. Su hijo Francisco, que contaba quince años a la muerte de Van der Hamen, fue colocado como aprendiz de Cornelis de Beer para completar sus estudios de pintura y al alcanzar la mayoría de edad, en 1634, recibió en herencia todos los modelos que guardaba su padre en el taller. Casado ese mismo año, se estableció en Toledo donde falleció prematuramente en 1639. No se conoce ninguna pintura firmada por él, pero podrían atribuírsele algunos bodegones inequívocamente relacionados con la obra de Van der Hamen en los que los especialistas encuentran, sin embargo, una mano diferente.
Juan Pérez de Montalbán le dedicó un elogio fúnebre incluido en el «Índice de los ingenios de Madrid»:

Juan de Vanderhamen y León, Pintor de los más célebres de nuestro siglo, porque en el dibuxo, en la pintura, y en lo historiado excedió a la misma Naturaleza: fuera de ser único en su Arte, hizo extremados versos, conque provocó el parentesco que tienen entre sí la Pintura, y la Poesía, murió muy moço, y de lo que nos dexo assi en frutas, como en retratos y lienços grandes, se colige que, si viviera, fuera el mayor Español que huviera avido de su Arte
Para todos, 1632

Palomino, quien se declaraba propietario de dos bodegoncillos de su mano, grandemente hechos, decía sin embargo, comentando este elogio, que le concedería más crédito si viniese de Velázquez o de algún otro pintor, «porque no dejó de tener alguna sequedad de la manera antigua flamenca».

## Obra

### Retratos

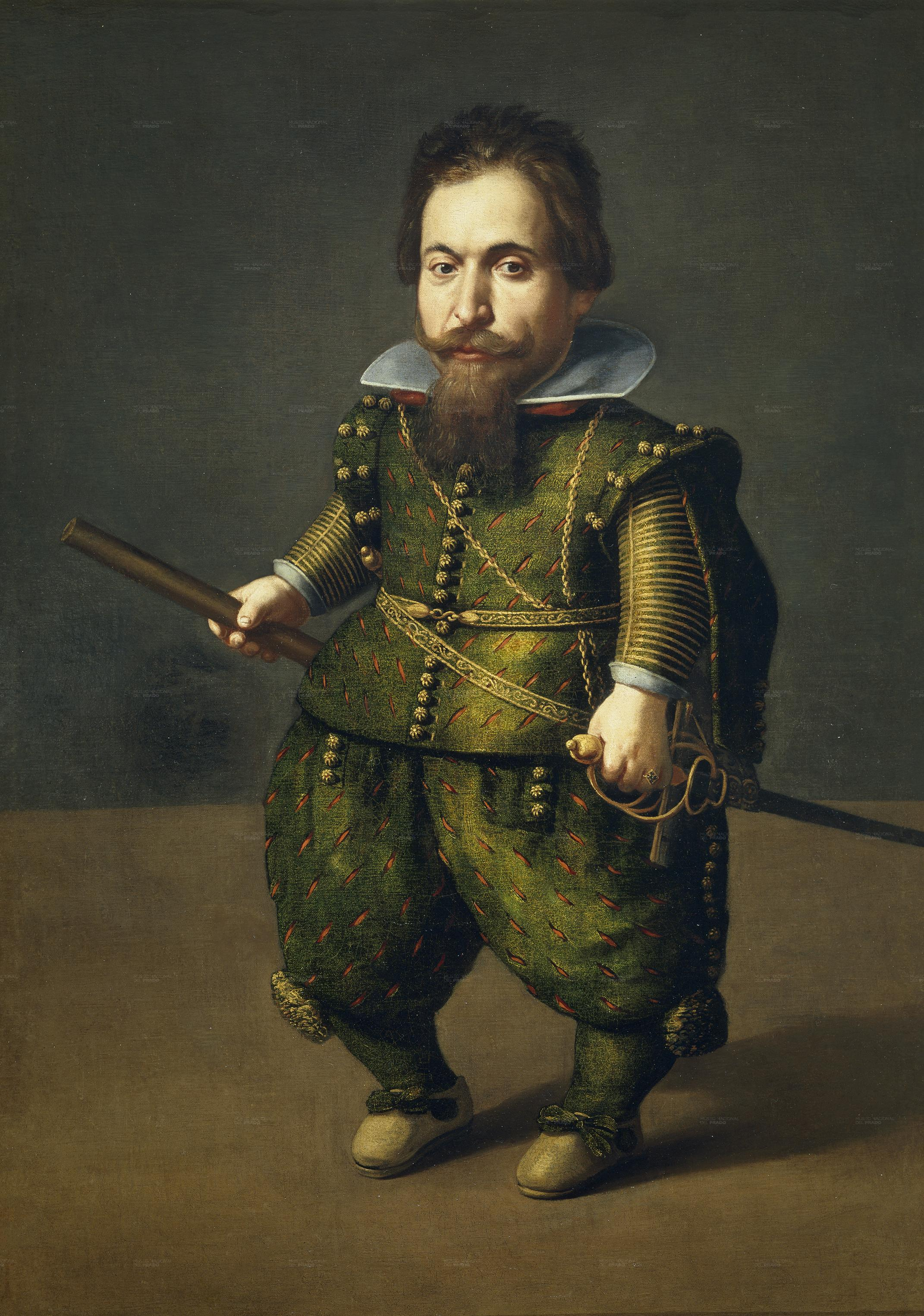
Retrato de enano, óleo sobre lienzo (122 x 87 cm), Madrid, Museo del Prado. Atribuido a Van der Hamen por William B. Jordan, se supone que pudiera ser el retrato que en la colección del marqués de Leganés se describe como del enano del conde de olibares, formando parte de una serie de doce obras de igual naturaleza, de las que dos, los bufones Calabazas y Pablillos de Valladolid, se atribuían a Velázquez.

De sus retratos y del prestigio alcanzado con ellos hay abundantes noticias, pero son pocos los que nos han llegado. A su muerte, en el inventario de sus bienes, se mencionaba una galería de veinte retratos en busto de personajes ilustres, seguramente bocetos o estudios para otros retratos más elaborados y sus copias. Algunos de los retratados, como José de Valdivieso y Gabriel Bocángel, respondieron dedicando versos encomiásticos al pintor. Entre ellos figuraban los retratos de Lope, Góngora y Quevedo, el abogado Francisco de la Cueva y Silva, Francisco de Rioja y el hermano del pintor, Lorenzo. Pero con ellos se encontraba también el retrato de Catalina Erauso, la Monja Alférez, que fue objeto de una cruel sátira poética, en la que también se aludía sarcásticamente a algunos otros de los personajes retratados por Van der Hamen, a quien los versos llamaban despectivamente «pintor de castañas y nabos». Para Lope de Vega, receptor del anónimo soneto satírico, no cabía duda de que su autor había sido fray Hortensio Félix Paravicino. En cualquier caso, el soneto ponía de manifiesto que Van der Hamen era, ante todo, reconocido por sus bodegones, en tanto sus retratos, a despecho del pintor, no alcanzaban igual estima y podían ser objeto de burlas.
Quizá el más célebre de los conservados sea el Retrato de enano del Museo del Prado, perfectamente encuadrable dentro de los patrones del retrato cortesano, si bien, junto con la minuciosa descripción del vestido a la manera de Juan Pantoja de la Cruz, hay también en él una nueva preocupación por la luz con voluntad claroscurista. Pero ese interés nuevo por la iluminación, junto con la incuestionable habilidad del pintor para representar los objetos y calidades de la materia, no impedirán que el resultado final en algunos de sus retratos sea de cierta dureza y sequedad en los rostros de los efigiados, como ocurre en el de algo más de medio cuerpo de Francisco de la Cueva (1625, Academia de Bellas Artes de San Fernando) o en el atribuido de Catalina Erauso (Kutxa-Caja Guipúzcoa). En otros retratos más íntimos, pintados con fluidez y del natural, sin ulteriores retoques, como es el de su hermano Lorenzo del Instituto Valencia de Don Juan —único de aquella serie de personajes ilustres que puede ser identificado con seguridad—, llega a alcanzar una expresividad afín a la del joven Velázquez, lo que puede explicar la cautelosa atribución a Van der Hamen del retrato de Francisco de Quevedo del mismo Instituto, tenido en el pasado por copia de un original perdido de Velázquez.
No hay duda, por otra parte, de que Van der Hamen podía con sus retratos satisfacer la vanidad de sus clientes en un grado mayor que el artista sevillano, de lo que puede ser buena prueba el retrato de Jean de Croÿ, conde de Solre, con su vistosa armadura dorada. Según cuenta Cassiano dal Pozzo, que llegó a Madrid en 1626 acompañando como secretario al cardenal Francesco Barberini, su señor se hizo retratar por Van der Hamen, a quien luego encargó alguna otra obra, tras quedar descontento con el retrato que le había hecho Velázquez, en el que se encontraba demasiado melancólico y severo.

### Obras de devoción
También se han perdido gran parte de las pinturas de composición ejecutadas para la iglesia de las que se tienen noticias. La que será, probablemente, la primera de sus obras conservadas en este género, el San Isidro de la National Gallery de Dublín, que podría fecharse hacia 1622, año de su canonización, muestra ya, junto a un dibujo preciso, un estudio de la luz deudor de Orazio Borgianni, iluminando dramáticamente el rostro y las manos del santo situado ante un paisaje castellano. En 1625 trabajaba en el claustro de la Merced con Pedro Núñez del Valle, retornado recientemente de Italia, quien debió de reforzar las tendencias carvaggistas de su pintura, presentes en el San Juan Bautista y en la Adoración del Cordero del claustro del Real Monasterio de la Encarnación de Madrid, pintados el mismo año, en los que se refleja una preocupación por las luces y las sombras que lo acercan al tenebrismo. Pero en otras obras, como el Martirio de San Sebastián y El hallazgo de la Cruz por Santa Elena del mismo monasterio, composiciones complejas con pequeñas figuras de perfiles duros, en los que la luz es mayor y la gama de color es también más amplia, las influencias pueden ser distintas, incluyendo las flamencas.
Palomino le atribuyó también un cuadro fechado en 1628 de la Virgen con el Niño apareciéndose a San Antonio de Padua en el desaparecido convento de San Gil, convento como el de la Encarnación de patrocinio regio y próximo a Palacio. La obra, al parecer conservada en colección francesa, aunque el santo representado no sea san Antonio de Padua sino san Francisco de Asís, guarda estrecha relación estilística y en los tipos humanos con La aparición de la Inmaculada a San Francisco del convento de Santa Isabel de los Reyes de Toledo, obra firmada y fechada en 1630, apreciándose en ambos lienzos una interpretación del caravaggismo a la manera de Juan Bautista Maíno, con el empleo de tonos claros y colores vivos junto a sombras densas con las que se acentúan los volúmenes.

### Naturalezas muertas, bodegones y floreros

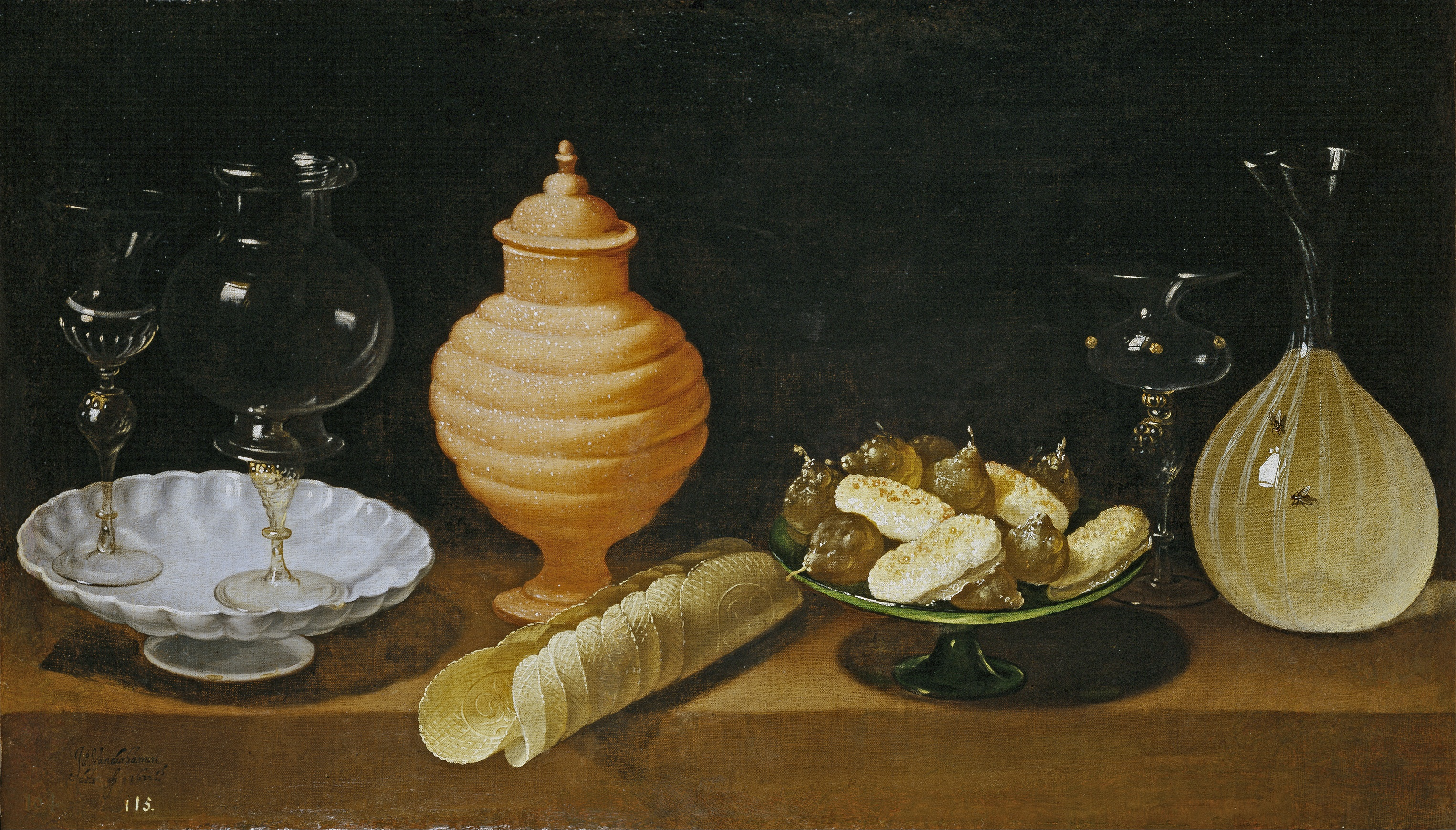
Bodegón con dulces y recipientes de cristal, 1622, Museo del Prado. Dispuestos en zigzag sobre una estrecha repisa se encuentran varios recipientes de vidrio veneciano en los que se refleja magistralmente la luz de las ventanas, un tarro de loza para la miel, un barquillo que sobresale del alféizar, señalando la profundidad, un plato con pie de vidrio con pastas e higos confitados, y un frasco de cristal con aloja, infusión aromática de agua de miel con especias, costosos dulces consumidos en la merienda.

Es en la pintura de bodegón, minusvalorada por los tratadistas como Antonio Palomino, pero muy estimada por la clientela según ponen de manifiesto los inventarios, donde destaca Van der Hamen, con una producción abundante y un elevado número de piezas conservadas, cerca de setenta, más de la mitad firmadas y fechadas entre 1621 y 1622. Inmediatamente después de pintar el perdido bodegón del Palacio del Pardo y de conocer en la colección real los bodegones de Sánchez Cotán, Van der Hamen supo apreciar antes que nadie en España las posibilidades mercantiles que ofrecía el nuevo género, abierto a una clientela más amplia, que podían ser explotadas en beneficio de la economía familiar —y en 1622 había sido padre por segunda vez— en ausencia o a la espera de encargos más tradicionales. Buena prueba de su éxito puede dar la presencia de once de sus bodegones, en una fecha tan temprana como 1624, en el inventario de los bienes de Gállo de Escalada, secretario de Felipe IV, con ocasión de su boda.
Muchos de los tipos compositivos que empleará a lo largo de su carrera se encuentran ya representados en el amplio grupo fechado en 1621 y 1622, al que pertenecen piezas como el Cardo con cesta de manzanas, zanahorias, cidra y limón colgando, de colección mexicana, firmado en 1622, con evidentes recuerdos de Juan Sánchez Cotán, de quien toma literalmente la figura del cardo, o los hermosos Cajas y tarros de dulces (1621, Museo de Bellas Artes de Granada) y Cesta, cajas y tarros de dulces (1622, Museo del Prado), en los que el recuerdo de Sánchez Cotán se concreta en la disposición ordenada sobre una alacena y la iluminación tenebrista, siendo los objetos los golosos dulces característicos de la producción de Van der Hamen, reflejo del importante papel que el arte de la confitería desempeñó en la alta sociedad madrileña conforme a lo que establecían las reglas de la hospitalidad. La versatilidad del pintor se pone de manifiesto en el bodegón de Frutas y pájaros con un paisaje del Monasterio de El Escorial, pintura sobre tabla fechada también en 1621, que estuvo atribuida antes de que tras una limpieza apareciese su firma al pintor flamenco Jan Davidsz de Heem. Próximo al modo de hacer de Frans Snyders, cuyos bodegones pudo conocer en la bien nutrida colección de Diego Mexía, marqués de Leganés, en esta tabla de El Escorial unos pajarillos picotean en torno a una fuente de porcelana de Delft, rebosante de frutas, sobre un tapete de un vivo color rojo algo descentrado a fin de dejar espacio a la ventana, abierta a un paisaje, que ocupa un ángulo de la composición. Todo ello es de un flamenquismo radicalmente diverso de la orientación que adoptarán sus más típicos bodegones, pero que no va a abandonar por completo en fechas posteriores, como se demuestra en otra pieza semejante y del mismo lugar pero firmada dos años más tarde.
La presencia de algunos jilgueros picoteando la fruta en estas dos piezas y en alguna otra, como el Plato con frutas, racimo de uvas colgando y florero (1622, Academia de Bellas Artes de San Fernando), de infrecuente formato vertical, es una referencia obvia, que todos sus clientes cultos entendían, a la historia de Zeuxis narrada por Plinio el Viejo, y permite fijar el alcance y los objetivos que el pintor se proponía con estos ejercicios de mímesis.
Ejemplo más característico de su hacer habitual puede ser el Bodegón con dulces y recipientes de cristal, del Museo del Prado, también de una fecha temprana y de gran actividad para el pintor, 1622: un reducido número de objetos se disponen en cuidadoso desorden sobre una alacena y son artificiosamente iluminados, resaltando sutilmente los brillos y transparencias del cristal. El impacto de la manera de Sánchez Cotán, es decir, la ordenación sencilla conforme a reglas de simetría y la luz dirigida que destaca los volúmenes, es evidente especialmente en obras tempranas, como el Bodegón de frutas y hortalizas del Museo del Prado, firmado en 1623. También como él acostumbra a disponer algunas piezas en equilibrio, al borde de una repisa en un espacio cerrado, aparador o fresquera, para resaltar la perspectiva mediante la sombra proyectada en el soporte. Pero lo que en Sánchez Cotán son humildes vegetales en Van der Hamen son dulces y frutas, a veces confitadas, y algunas piezas de caza, entre un rico ajuar de vidrios venecianos con aplicaciones de bronce y sencillos tarritos de cristal, fuentes de elegante cerámica de Talavera o fruteros de porcelana azul y blanca y cubiertos de plata, que transmiten un gusto refinado y un modo de vivir acomodado, tanto en el sobriamente dispuesto Bodegón de dulces de 1622 (Museo de Bellas Artes de Granada), como en los más complejos bodegones de sus últimos años, dispuestos escalonadamente, entre ellos el Bodegón con alcachofas, flores y recipientes de vidrio (1627), de la colección Naseiro, parte de la cual ingresó en el Museo del Prado en 2006, o el de la National Gallery de Washington.

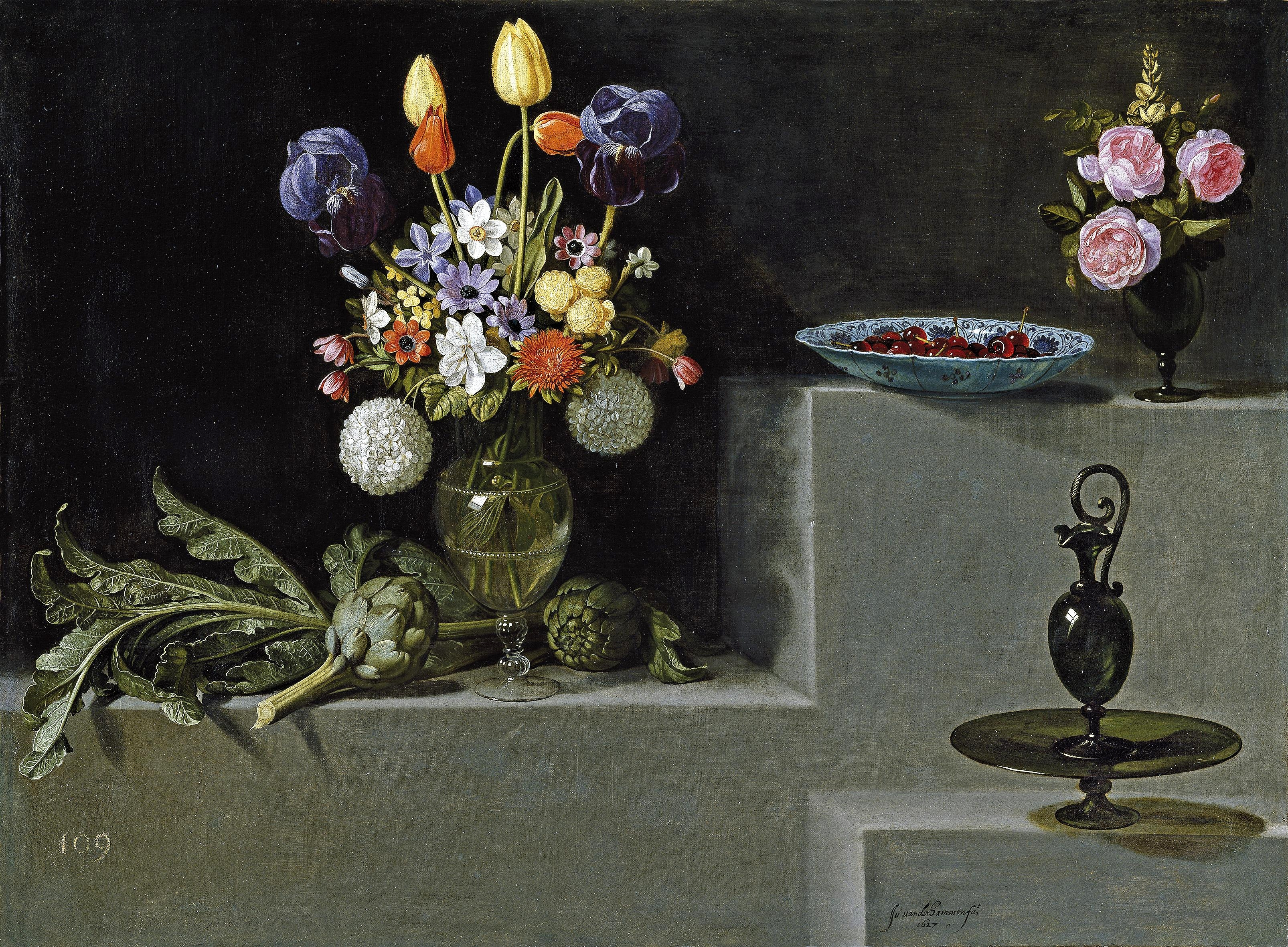
Bodegón con alcachofas, flores y recipientes de vidrio, 1627, óleo sobre lienzo, 81 x 110 cm, Museo del Prado. Propiedad en su origen del marqués de Leganés, ejemplifica el tipo de bodegones de mayor complejidad espacial pintados por Van der Hamen a partir de 1626.

La ruptura del eje de simetría en estos últimos, sin embargo, no implica desorden y el escalonamiento va a permitir a Van der Hamen aumentar el número de objetos a la vez que seguir tratándolos de forma individual, sin abigarramientos y conservando cada uno su propio espacio, a fin de poder mostrar de este modo todo el repertorio de exquisiteces que la etiqueta exigía tener en las casas «para honradas ocasiones», según afirmaba Lope de Vega en el acto I de El cuerdo en casa, y que podían consistir en

Una caja de perada,

algún vidrio de jalea,
cidra en azúcar, jalea,

o con ambas nuez moscada...

Los detalles delicados no faltan aun si los recipientes son de rudo mimbre y loza desconchada, como en la Cesta de frutas y plato con cerezas de colección privada madrileña, donde las cerezas se mantienen frescas con nieve y entre las frutas aparece el exótico maracuyá, fruta de la pasión. Ese gusto por la buena mesa y la hospitalidad, que se pondrá de manifiesto en obras como el Arte de cozina, pastelería, vizcochería y conserveria de Francisco Martínez Motiño, con numerosas ediciones tras su publicación en 1611, es lo que reflejan los bodegones de Van der Hamen, exentos de cualquier contenido alegórico, pues «a diferencia de las culturas del norte de Europa, en las que ostentosos bodegones se leían en clave moralizante, en España, con su omnipresente imagen religiosa, no se tenía necesidad de ese tipo de sermoncitos».

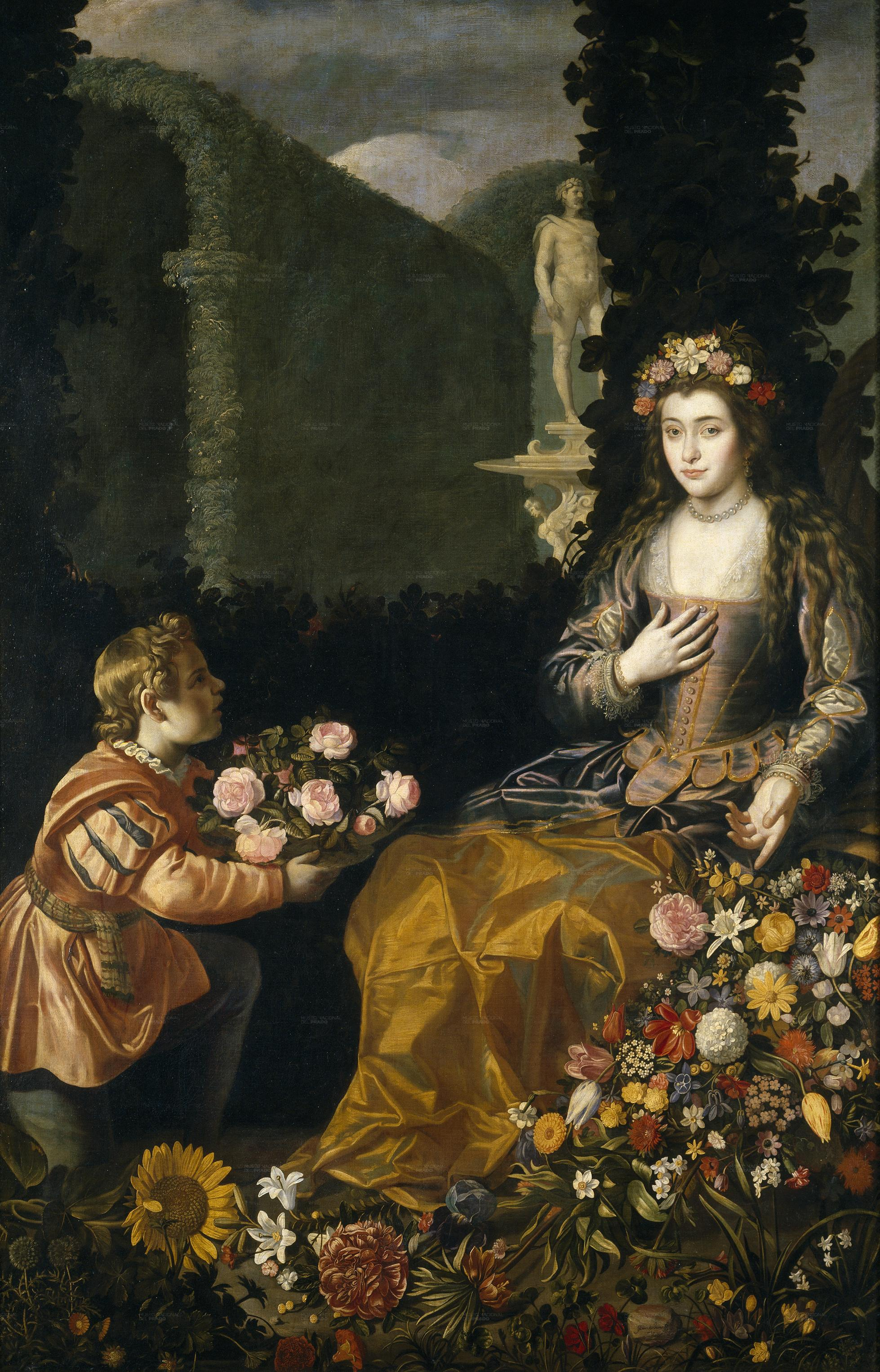
Ofrenda a Flora, 1627, óleo sobre lienzo (216 x 140 cm), Madrid, Museo del Prado. También conocida como Alegoría de la Primavera, representa a la diosa romana de la primavera y las flores, feliz esposa del viento Céfiro.

Van der Hamen destacó también como pintor de guirnaldas y floreros, integrados en ocasiones en los bodegones, género del que se conservan dos lienzos: Florero y bodegón con perro y Florero y bodegón con cachorro, Museo Nacional del Prado, pintados para uno de sus mecenas, el conde de Solre, y adquiridos a su muerte, 1638, por Felipe IV. Como pintor de flores, donde la morosa y detallada precisión roza la sequedad, fue alabado por Lope de Vega quien le dedicó un soneto:

Si cuando coronado de Laureles,

copias, Vander, la Primavera amena,
el lirio azul, la cándida azucena,
murmura la ignorancia tus pinceles:
Sepa la envidia, castellano Apeles,
que en una tabla, de tus flores llena,
cantó una vez burlada Filomena,

y libaron abejas tus claveles.

De paso Lope aprovechaba para recordar las burlas de que habían sido objeto algunos retratos del pintor; pero si historias y retratos callan sus favores, dirá, «vuelvan por ti, Vander, tantas Auroras, / que te coronan de tus mismas flores». También Francisco Pacheco, suegro de Velázquez, al tratar de la pintura de flores como género, pintura entretenida y que se dignifica por haber sido practicada ya en la antigüedad, pero de poca dificultad según su experiencia, y por ello menos apreciada, destacaba a Van der Hamen que «las hizo extremadamente, y mejor los dulces, aventajándose en esta parte a las figuras y retratos que hacía y, así, esto le dio, a su despacho, mayor nombre».
A partir de 1628 su interés por la pintura de flores le llevó a realizar floreros independientes y guirnaldas de flores, género que pudo introducir él en España, a la vez que comenzaba a interesarse por la pintura de paisajes y experimentaba en diversos formatos y soportes, pintando según testimonia el inventario de sus bienes piezas circulares y octogonales sobre cobre o madera.
Un país con un perro polaco pintado por Van der Hamen se describe en la colección del marqués de Leganés, además de los veintidós paisajes de pequeño tamaño y alguno sin terminar que se citaban en su taller en el momento de su muerte, con otros dos de mayor tamaño descritos como país del mar y país de tierra. Dos complementarias y mal conservadas guirnaldas enmarcando paisajes puros, una de ellas firmada en 1628, se conservan en colecciones americanas, vestigios únicos de su actividad en este terreno.
Con la Ofrenda a Flora del Museo del Prado y el Vertumno y Pomona del Banco de España, alegorías respectivamente de la primavera y del verano, la pintura de flores y hortalizas se aproxima, además, al género mitológico, poéticamente tratado.